# Civeta de palmera daurada
La civeta de palmera daurada (Paradoxurus zeylonensis) és una civeta endèmica de Sri Lanka.

## Anatomia
Es tracta d'una civeta petita amb un pelatge de color marró daurat o marró fosc. El pèl posterior del seu coll creix en sentit invers, des de les espatlles cap al cap.

## Dieta
No hi gaires estudis sobre aquesta espècie, però, malgrat tot, es creu que s'alimenta de fruits, baies, insectes, ocells, granotes i llangardaixos.

## Nom
Aquesta espècie rep els noms de Pani uguduwa, Sapumal kalawaddha o Ranhothambuwa/Hotambuwa per part de la comunitat de parla singalesa de Sri Lanka. No obstant això, el terme Hotambuwa s'utilitza principalment per referir-se a una espècie diferent, la mangosta vermella de l'Índia (Herpestes smithii). A causa de la seva aparença i coloració semblants, sovint se les confon.
La civeta de palmera daurada i la civeta de palmera comuna, de vegades són anomenades ambdues amb el nom de kalawedda en singalès i el nom de maram nai en tàmil.

## Cultura
Aquesta civeta apareix dibuixada en un segell de 3 rupies de Sri Lanka. No obstant això, al segell se l'anomena Gat de palmera daurat.